# Championnat de Zambie de football 1994
Navigation
Saison précédente Saison suivante
La saison 1994 du Championnat de Zambie de football est la trente-troisième édition de la première division en Zambie. Les seize meilleures équipes du pays sont regroupées au sein d'une poule unique où elles s'affrontent deux fois, à domicile et à l'extérieur. En fin de saison, les quatre derniers du classement sont relégués et remplacés par les quatre premiers de Zambian Second Division, la deuxième division zambienne.
C'est le Power Dynamos FC qui remporte le championnat cette saison après avoir terminé en tête du classement, avec deux points d'avance sur le Zamsure FC et trois sur Mufulira Wanderers FC. C'est le 3e titre de champion de Zambie de l'histoire du club. Le double tenant du titre, Nkana Red Devils ne finit qu'à la huitième place, à onze points des Dynamos.
Le vainqueur du championnat se qualifie pour la Coupe des clubs champions africains tandis que le vainqueur de la Coupe de Zambie obtient son billet pour la Coupe des Coupes. Le meilleur club non qualifié pour les deux compétitions participe à la prochaine édition de la Coupe de la CAF.

## Les clubs participants
| - Nkana Red Devils - Power Dynamos FC - Mufulira Wanderers FC - Kalulushi FC - ZESCO United FC - Promu de Second Division - Nchanga Rovers FC - Konkola Blades FC - Circuit Chiefs FC - Promu de Second Division | - Zamtel FC - Promu de Second Division - Zanaco FC - Zamsure FC - Forest Rangers FC - Roan United FC - Rail Express FC - Kabwe Warriors FC - Lusaka Dynamos FC - Promu de Second Division |

## Compétition
Le barème de points servant à établir les classements se décompose ainsi :
- Victoire : 3 points
- Match nul : 1 point
- Défaite : 0 point

### Classement
| Rang | Équipe                | Pts | J  | G  | N  | P  | Bp | Bc | Diff |
| ---- | --------------------- | --- | -- | -- | -- | -- | -- | -- | ---- |
| 1    | Power Dynamos FC      | 53  | 30 | 15 | 8  | 7  | 45 | 27 | +18  |
| 2    | Zamsure FC            | 51  | 30 | 14 | 9  | 7  | 39 | 23 | +16  |
| 3    | Mufulira Wanderers FC | 50  | 30 | 13 | 11 | 9  | 39 | 23 | +16  |
| 4    | Konkola Blades FC     | 49  | 30 | 14 | 7  | 9  | 44 | 31 | +13  |
| 5    | Roan United FCC       | 49  | 30 | 13 | 9  | 8  | 44 | 31 | +13  |
| 6    | Kalulushi FC          | 48  | 30 | 14 | 6  | 10 | 40 | 37 | +3   |
| 7    | Kabwe Warriors FC     | 47  | 30 | 13 | 8  | 9  | 36 | 32 | +4   |
| 8    | Nkana Red DevilsT     | 42  | 30 | 12 | 6  | 12 | 36 | 27 | +9   |
| 9    | ZESCO United FCP      | 40  | 30 | 10 | 10 | 9  | 33 | 29 | +4   |
| 10   | Lusaka Dynamos FCP    | 40  | 30 | 10 | 10 | 10 | 21 | 22 | -1   |
| 11   | Zanaco FC             | 38  | 30 | 10 | 8  | 12 | 34 | 36 | -2   |
| 12   | Railway Express FC    | 37  | 30 | 11 | 4  | 15 | 34 | 34 | 0    |
| 13   | Nchanga Rovers FC     | 36  | 29 | 10 | 6  | 13 | 28 | 36 | -8   |
| 14   | Circuit Chiefs FCP    | 26  | 30 | 6  | 10 | 14 | 24 | 42 | -18  |
| 15   | Forest Rangers FC     | 26  | 30 | 7  | 5  | 18 | 26 | 44 | -18  |
| 16   | Zamtel FCP            | 26  | 30 | 7  | 5  | 18 | 11 | 39 | -28  |

|  | Qualification pour la Coupe des clubs champions africains 1995                       |
|  | Qualification pour la Coupe des Coupes 1995                                          |
|  | Qualification pour la Coupe de la CAF 1995                                           |
|  | Relégation directe en Second Division                                                |
|  | T : Tenant du titre C : Vainqueur de la Coupe de Zambie P : Promu de Second Division |

- Le résultat du match de la 27e journée entre ZESCO United FC et Nchanga Rovers FC n'est pas connu car la rencontre a été abandonnée. Cependant, on sait avec certitude que Nchanga s'est maintenu à l'issue de la saison, peut-être grâce au gain du match sur tapis vert.

## Bilan de la saison
| Championnat de Zambie de football 1994   |                             |
| Champion                                 | Power Dynamos FC (3e titre) |
| Coupes et trophées                       |                             |
| Vainqueur de la Coupe de Zambie 1994     | Roan United FC              |
| Qualifications continentales             |                             |
| Coupe des clubs champions africains 1995 | Power Dynamos FC            |
| Coupe des Coupes 1995                    | Kabwe Warriors FC           |
| Coupe de la CAF 1995                     | Zamsure FC                  |
| Promotions et relégations                |                             |
| Promus en Premier League                 | City of Lusaka FC           |
| Promus en Premier League                 | Strike Rovers FC            |
| Promus en Premier League                 | Ndola United                |
| Promus en Premier League                 | Profound Warriors FC        |
| Relégués en Second Division              | Railway Express FC          |
| Relégués en Second Division              | Circuit Chiefs FC           |
| Relégués en Second Division              | Forest Rangers FC           |
| Relégués en Second Division              | Zamtel FC                   |